# هایبارا، شیزوئوکا
هایبارا، شیزوئوکا (به لاتین: Haibara) یک منطقهٔ مسکونی در ژاپن است که در ناحیه چوبو واقع شده‌است. هایبارا ۲۴٬۹۸۹ نفر جمعیت دارد.